# نهائي كأس الاتحاد الإنجليزي 1872
نهائي كأس الاتحاد الإنجليزي 1872 (بالإنجليزية: 1872 FA Cup final)‏ مباراة كرة قدم بين نادي واندررز ونادي رويال إنجينيرز في 16 مارس 1872 في ملعب كينينغتون أوفال في لندن. كان هذا هو نهائي المرحلة الأولى من كأس التحدي لاتحاد كرة القدم، الذي يعرف لاحقاً باسم كأس الاتحاد الإنجليزي، والتي أصبحت مسابقة الكأس الأساسية في كرة القدم الإنجليزية وأقدم مسابقة كرة قدم في العالم. دخل خمسة عشر فريقًا المنافسة في موسمها الأول، وبسبب القواعد المعمول بها في ذلك الوقت، وصل واندررز إلى النهائي بعد فوزه بمباراة واحدة فقط في الجولات الأربع السابقة. في الدور نصف النهائي، تعادلوا مع النادي الاسكتلندي كوينز بارك، لكنهم وصلوا إلى النهائي عندما انسحب الاسكتلنديون من المنافسة لأنهم لم يتمكنوا من تحمل تكاليف العودة إلى لندن لإعادة المباراة.
حُسمت المباراة النهائية بهدف واحد سجله بعد خمسة عشر دقيقة مورتون بيتس من فريق واندررز الذي كان يلعب تحت الاسم المستعار، تم الإشادة بإسلوب رويال إنجينيرز لاستخدامهم طريقة مبتكرة في تناقل الكرة، ثم يشار إليها باسم "اللعبة المركبة"، في الوقت الذي كانت تعتمد فيه معظم الفرق تقريبًا بشكل حصري على تكتيكات المراوغة. وعلى الرغم من ذلك لم يتمكنوا من تسجيل أي هدف. ولم يتسلم فريق واندررز الفائز الكأس إلا في الشهر التالي، عندما تم تقديمها لهم في حفل استقبال خاص في مطعم بال مول.

## الطريق إلى النهائي

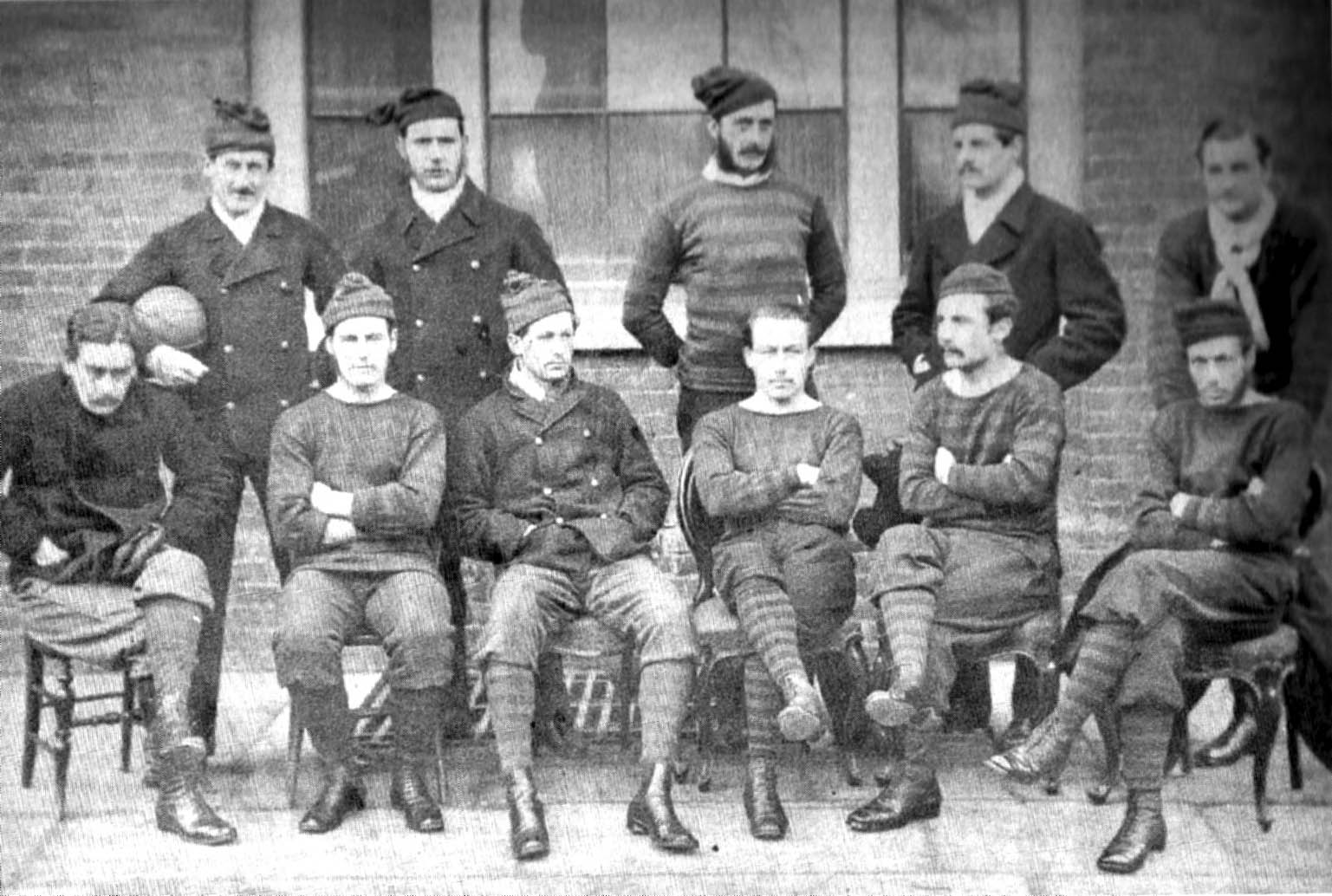
صورة فريق رويال إنجينيرز عام 1872. في الخلف: ميريمان، أورد، ماريندين، أديسون، ميتشل؛ الجبهة: هوسكينز، ريني-تيليور، كريسويل، جودوين، باركر، ريتش.

كان واندررز ورويال إنجينيرز من بين خمسة عشر فريقًا شاركوا في النسخة الافتتاحية لكأس الاتحاد الإنجليزي، وتم تخصيص مباريات على أرضهم في الجولة الأولى. انتهت نتيجة المباراة الأولى بتعادل بين واندررز مع نادي هارو تشيكرز، وهو فريق يتكون من تلاميذ سابقين في مدرسة هرو، وكان رويال إنجينيرز مستعدين لمواجهة ريغيت بريوري. لم يتم إجراء أي من المباراتين فعليًا، كما هو الحال في كلتا الحالتين، حيث خرج الفريق الضيف من المنافسة، مما أدى إلى إرسال الفريق المضيف إلى الجولة التالية، وفي الجولة الثانية لعب الفريقان واندررز ونادي رويال إنجينيرز مباريات خارج أرضهما وخرجا منتصرين. حيث تمكن نادي واندررز من التغلب على نادي كلافام روفرز 1–0 في ديسمبر وفيما تغلب نادي اتحاد رويال إنجينيرز على نادي هيتشن 5–0 في الشهر التالي.
في الدور ربع النهائي، تعادل واندررز 0–0 مع كريستال بالاس (وليس النادي المحترف الحالي الذي يحمل نفس الاسم). بدلاً من إعادة المباراة، سُمح لكلا الفريقين بالتأهل إلى الدور نصف النهائي بموجب إحدى القواعد الأصلية للمسابقة، والتي نصت على أنه في حالة التعادل، سيتم إجبار الفريقين على اللعب مرة أخرى. أو يتأهل كلاهما إلى الجولة التالية حسب تقدير اللجنة المنظمة. فاز رويال إنجينيرز على هامبستيد هيثينز 2-0. في الدور نصف النهائي، واجه واندررز النادي الاسكتلندي الرائد كوينز بارك، والذي وصل إلى هذه المرحلة من المنافسة دون أن يلعب أي مباراة بسبب مجموعة من المباريات والوداع. نصت قواعد المسابقة على أن جميع المباريات من الدور نصف النهائي فصاعدًا ستقام في ملعب كينينجتون أوفال في لندن، وبعد تعادله 0-0، لم يتمكن النادي الاسكتلندي من تحمل تكاليف الرحلة الطويلة من جلاسكو إلى لندن. للمرة الثانية للإعادة وبالتعادل من المنافسة، أرسل واندررز إلى النهائي. كما تعادل رويال إنجينيرز في الدور نصف النهائي على الملعب البيضاوي 0-0، وفازوا على كريستال بالاس 3-0 في الإعادة.

## المباراة

### تفاصيل المباراة
كما كان شائعًا في ذلك الوقت، ركز كلا الفريقين بشكل أساسي على الهجوم بدلاً من الدفاع، حيث اصطف رويال إنجينيرز بسبعة مهاجمين وواندرارز بثمانية. لعب مهاجم واندررز مورتون بيتس تحت الاسم المستعار "A. H. Chequer"، المشتق من عضويته في نادي هارو تشيكرز. تؤكد بعض المصادر الحديثة أنه لعب تحت اسم مستعار لإخفاء حقيقة أنه كان مقيدًا بالكأس، حيث كان لاعبًا مسجلاً في نادي تشيكرز في بداية المسابقة وبالتالي غير مؤهل للعب لأي ناد آخر في كأس ذلك الموسم. (على الرغم من انسحاب فريق الداما من المنافسة دون لعب أي مباراة). ومع ذلك، لم تكن هناك مثل هذه القاعدة في ذلك الوقت. كوثبرت أوتاواي، أصبح كابتن منتخب إنجلترا، ولعب لفريقين مختلفين في جولات متتالية من كأس الاتحاد الإنجليزي 1871–72 دون وقوع أي حادث.
فاز كابتن واندررز سي دبليو ألكوك بعملة إرم واختار الدفاع عن المرمى في الطرف الغربي من الأرض، مما يعني أن رويال إنجينيرز، الذين كانوا يعتبرون المرشحون في بداية اللعب، كانت الريح في وجوههم في البداية. في وقت مبكر من المباراة، أصيب إدموند كريسويل من فريق رويال إنجينيرز بكسر في عظمة الترقوة أثناء اشتباك. رفض مغادرة الملعب ولكن بسبب إصابته اضطر لقضاء ما تبقى من المباراة على الجناح. ركزت تكتيكات واندررز على مهارات المراوغة للاعبين الفرديين، بينما فضل رويال إنجينيرز تمرير الكرة، وهو أسلوب يُعرف آنذاك باسم "اللعبة المركبة" ويعتبر مبتكرًا، وكانوا من رواده.
تقدم واندررز بعد خمسة عشر دقيقة من المباراة عندما افتتح بيتس التسجيل من زاوية حادة بعد مراوغة والبول فيدال الطويلة. وبموجب القواعد المعمول بها في ذلك الوقت، كانت الفرق تغير نهاياتها بعد كل هدف، لكن رويال إنجينيرز لم يتمكنوا من الاستفادة من حقيقة أن الشمس والرياح كانتا خلفهم الآن، وظل لاعبو واندررز مسيطرين. بعد عشرين دقيقة وضع ألكوك الكرة في مرمى حارس مرمى رويال إنجينيرز ويليام ميريمان، لكن الهدف ألغي لأن تشارلز ولاستون لمس الكرة بيده. واصل واندررز ممارسة المزيد من الضغط على مرمى رويال إنجينيرز ولم تتمكن سوى مهارة ميريمان من منعهم من زيادة تقدمهم. ووصفت إحدى الصحف فيما بعد أداءه بأنه "ممتاز". على الرغم من التقدم المتأخر رويال إنجينيرز، تمكن واندررز من الحفاظ على تقدمهم وانتهت المباراة بالفوز 1-0. وصفت صحيفة فيلد النهائي بأنها "أسرع وأصعب مباراة تمت مشاهدتها على الإطلاق في معلب كينينغتون أوفال وقالت إن فريق واندررز عرض "بعضًا من أفضل اللعب، فرديًا وجماعيًا، الذي تم عرضه على الإطلاق في إحدى مباريات الاتحاد".

### النهائي
| واندررز  | 1–0    | رويال إنجينيرز |
| -------- | ------ | -------------- |
| بيتس 15' | Report |                |

| واندررز | رويال إنجينيرز |

| واندررز: |  |                         |
|          |  |                         |
| GK       |  | ريجينالد كورتيناي ويلش ‏ |
| FB       |  | إدغار لوبوك             |
| HB       |  | ألبرت تومبسون ‏          |
| FW       |  | تشارلز دبليو. ألكوك     |
| FW       |  | إدوارد بوين             |
| FW       |  | الكسندر بونسور          |
| FW       |  | مورتون بيتس             |
| FW       |  | وليام كريك              |
| FW       |  | توماس هومان             |
| FW       |  | والبول فيدال            |
| FW       |  | تشارلز وولاستون         |

| رويال إنجينيرز: |  |                         |
|                 |  |                         |
| GK              |  | نقيب. ويليام ميرمان     |
| FB              |  | نقيب. فرانسيس ماريندين  |
| FB              |  | ملازم. جورج أديسون      |
| HB              |  | ملازم. ألفريد جودوين    |
| FW              |  | ملازم. هيو ميتشل ‏       |
| FW              |  | ملازم. إدموند كريسويل   |
| FW              |  | ملازم. هنري ريني-تيليور |
| FW              |  | ملازم. هنري ريتش ‏       |
| FW              |  | ملازم. هربرت مويرهيد    |
| FW              |  | ملازم. إدموند كوتر      |
| FW              |  | ملازم. آدم بوغل         |

| الحكام المساعدون: - جيه إتش جيفارد (خدمة مدنية) - ج. كيركباتريك ‏ (خدمة مدنية) |

## ما بعد المباراة
تم تقديم الكأس من قبل رئيس اتحاد كرة القدم، إبنيزر مورلي، في العشاء السنوي لفريق واندررز في مطعم بال مول، تشارينغ كروس، في 11 أبريل. كما أعطى اتحاد كرة القدم كل لاعب في الفريق الفائز شارة حريرية تخليدًا لذكرى الفوز وقدمت لجنة واندررز لكل لاعب ميدالية ذهبية منقوشة. بصفته حاملًا للأكواب، تلقى واندررز وداعًا مباشرة إلى نهائي كأس الاتحاد الإنجليزي في العام التالي، وذلك تماشيًا مع المفهوم الأصلي للمسابقة كونها "كأس التحدي". وكانت هذه هي المرة الوحيدة التي تم فيها استخدام هذه القاعدة.
في عام 1938، نشرت صحيفة التايمز نعيًا لتوماس هومان وذكرت أنه سجل هدف الفوز في نهائي الكأس، مستشهدة بمقابلة أجراها اللاعب قبل وقت قصير من وفاته. هذا الادعاء غير مدعوم بتقارير الصحف المعاصرة، والتي ذكرت جميعها أن بيتس هو الهداف، وبما أن الجوانب الأخرى المقتبسة من ذكريات هومان حول المباراة كانت غير صحيحة، فيبدو أنه في شيخوخته كان يخلط بين نهائي 1872 ونهائي آخر التي لعب فيها.
في عام 2010، تم عرض الميدالية الوحيدة المعروفة الباقية من النهائي للبيع في مزاد في لندن. تم شراؤها من قبل صائغ كجزء من تصفية المنزل في الخمسينيات من القرن الماضي وكان من المتوقع بيعها بمبلغ يصل إلى 50.000 جنيه إسترليني، ولكن تم شراؤها في النهاية من قبل اتحاد لاعبي كرة القدم المحترفين مقابل 70.500 جنيه إسترليني. في 7 نوفمبر 2012، أعيدت المباراة من قبل فريق واندررز المعدل وفريق رويال إنجينيرز في الملعب الأصلي كينينغتون أوفال.

## روابط خارجية
- مقال بي بي سي سبورت عن المباراة